# Wielbłądki

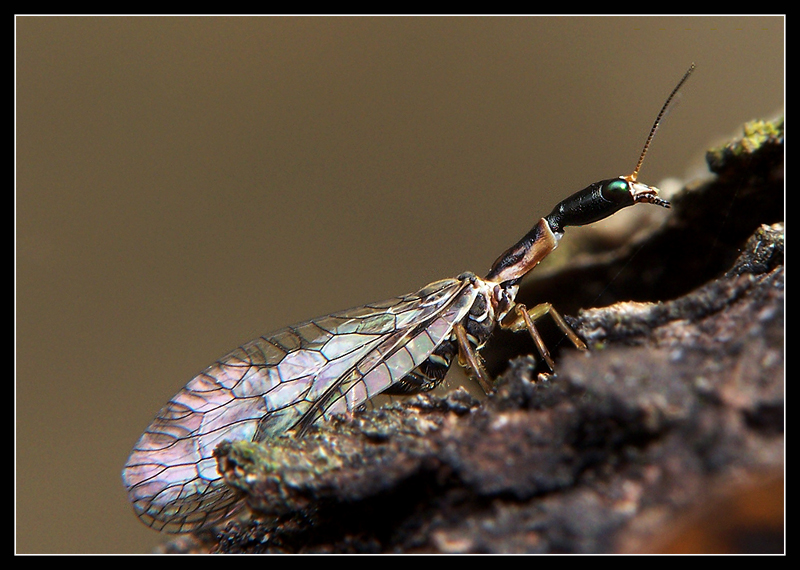
Wielbłądka żółtonoga

Wielbłądki (Raphidioptera) – reliktowa grupa drapieżnych owadów o przeobrażeniu zupełnym, dwóch parach skrzydeł, wydłużonej głowie i długim, ruchliwym przedtułowiu, z profilu przypominającym wielbłąda, obejmująca około 210 współcześnie żyjących, opisanych naukowo gatunków związanych ze środowiskiem leśnym. Są klasyfikowane w randze rzędu Raphidioptera, który wraz z sieciarkami (Neuroptera s. str.) i wielkoskrzydłymi (Megaloptera) jest zaliczany do kladu Neuropterida. Szacuje się, że na świecie jest około 260 gatunków wielbłądek.
Pojawiły się prawdopodobnie pod koniec paleozoiku, a największy rozkwit przeszły w jurze i kredzie. Występowały wówczas również w tropikalnych obszarach półkuli południowej. Naukowo opisano około 80 gatunków wymarłych, a kilkaset oczekuje na sklasyfikowanie.

## Występowanie
Współcześnie żyjące wielbłądki występują tylko na półkuli północnej, a dokładniej w krainie holarktycznej. Zasiedlają leśne obszary Europy, palearktycznej części Azji, północnej Afryki oraz centralnej części Ameryki Północnej. Najliczniejszy w gatunki jest rejon Morza Śródziemnego i Morza Kaspijskiego. W Polsce występuje 10 gatunków, m.in. wielbłądka żółtonoga (Dichrostigma flavipes), wielbłądka pospolita (Phaeostigma notata) i Raphidia ulrikae, która została wpisana do Polskiej Czerwonej Księgi Zwierząt w kategorii LR (niższego ryzyka).

## Cechy budowy
Imagines są owadami małymi lub średniej wielkości. Osiągają zwykle 10–20 mm długości ciała. Długość przednich skrzydeł wynosi 6–19 mm. Nazwę zawdzięczają swojej sylwetce z wygiętym przedtułowiem przypominającej wielbłąda z garbem. Ubarwione brunatno-czarno i czarno z brązowo-czarno-żółtawym deseniem. Mocno wydłużona, prognatyczna, zwężona ku tyłowi głowa jest ruchomo połączona z tułowiem. Głaszczek szczękowy składa się z 4, a wargowy z 3 członów. Duże oczy złożone położone są po bokach głowy. U Raphidiidae występują 3 przyoczka, których brak u Inocelliidae. Aparat gębowy typu gryzącego.
Przednie odnóża wyrastają w tylnej części przedtułowia. 5-członowa stopa jest zakończona parą pazurków.

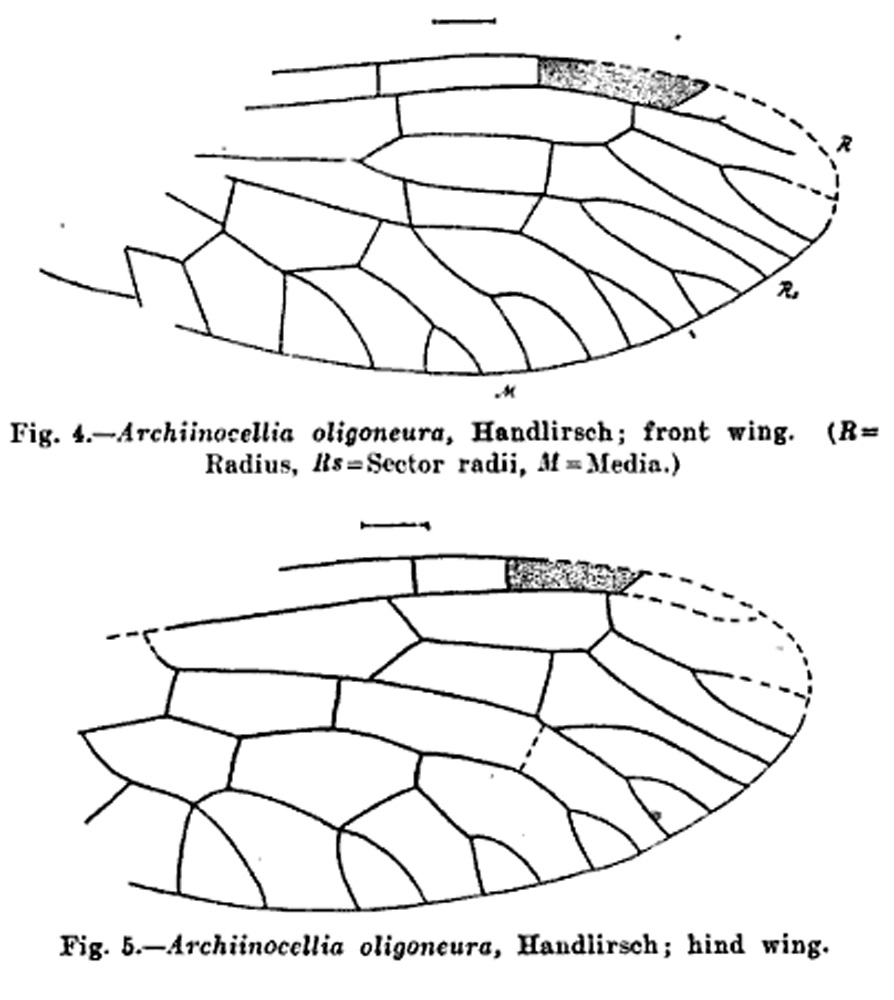
Użyłkowanie przedniego i tylnego skrzydła wymarłej Archiinocellia oligoneura

Dwie pary skrzydeł podobnej wielkości, duże, błoniaste, przezroczyste i bogato użyłkowane, z licznymi komórkami w polu środkowym. Obydwie pary skrzydeł z pterostygmami. Żyłki ciemno ubarwione. Żyłka radialna i subkostalna są równoległe i zbliżone do siebie, a pomiędzy nimi i krawędzią skrzydeł występują liczne żyłki poprzeczne. Podczas spoczynku wielbłądki składają skrzydła dachówkowato wzdłuż ciała. Podczas lotu skrzydła łączą się ze sobą.
Mają wydłużony odwłok walcowatego kształtu, złożony z 10 wyraźnie zaznaczonych pierścieni. U samic występuje torebka kopulacyjna, komora genitalna i długie pokładełko. Brak przysadek odwłokowych.

## Systematyka
Współcześnie żyjące gatunki zaliczane do tego rzędu są grupowane w dwóch rodzinach:
- Raphidiidae – wielbłądkowate
- Inocelliidae

## Tryb życia

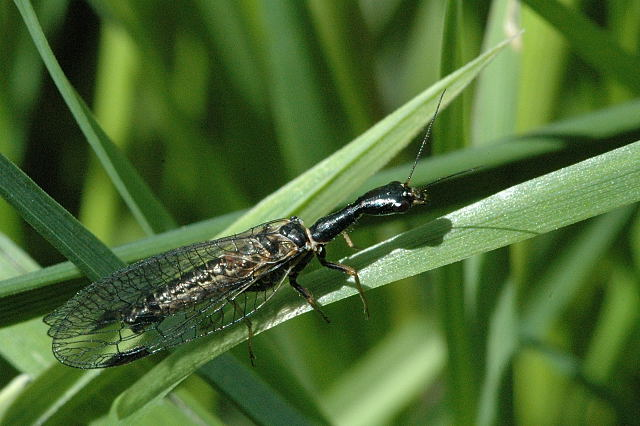
Phaeostigma notata

Larwy wszystkich gatunków wielbłądek z obydwu rodzin oraz dorosłe postacie wszystkich gatunków Raphidiidae są drapieżnikami. Odżywiają się głównie mszycami, czerwcami, kornikami i innymi owadami. Preferencje pokarmowe dorosłych Inocelliidae nie zostały poznane.
Ich głównym siedliskiem życia są lasy i zarośla, gdzie często występują na pniach martwych drzew. Są bardzo żarłoczne. Latają słabo, sprawnie natomiast biegają. Larwy każdego stadium są, podobnie jak owady dorosłe, drapieżnymi entomofagami. Preferują owady o miękkim ciele. Żyją w ściółce (większość Raphidiidae) lub pod korą drzew (wszystkie Inocelliidae i niektóre Raphidiidae) polując głównie na korniki i ich larwy. Osobniki dorosłe przebywają na drzewach.

## Rozmnażanie
Wielbłądki są jajorodne. Przechodzą przeobrażenie zupełne (holometabolia). Larwy wydłużone, spłaszczone, z prognatyczną głową i gryzącym aparatem gębowym. Liczba stadiów larwalnych u niektórych gatunków dochodzi do kilkunastu. Późniejsze stadia są ruchliwe. Poczwarka jest typu wolnego o ograniczonej ruchliwości. Imagines pojawiają się wiosną. Samce giną po kopulacji. Samice składają jaja pod korą lub w jej szczelinach. Zimują wyrośnięte larwy. Pełny cykl rozwojowy trwa zwykle dwa lata, a w skrajnych przypadkach, przy niekorzystnych warunkach środowiskowych – 6 lat.

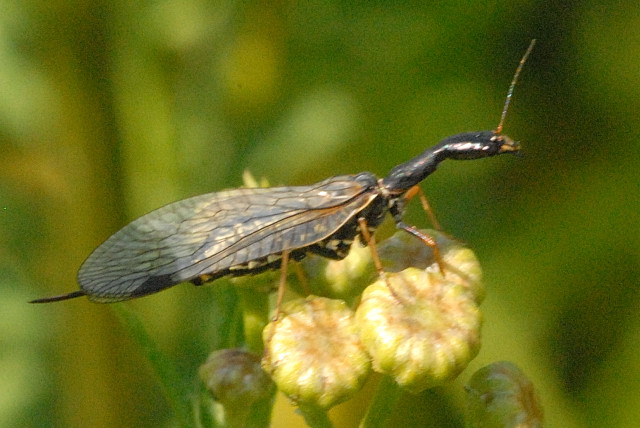
Phaeostigma notata

## Znaczenie gospodarcze
Zarówno larwy, jak i owady dorosłe są aktywnymi drapieżnikami ściśle związanymi z siedliskami zaliczanymi do formacji leśnych. Z gospodarczego punktu widzenia są uważane ze owady pożyteczne. Ze względu na swoje preferencje pokarmowe mogą odgrywać istotną rolę w kontrolowaniu populacji szkodników lasu.